# Uniono por la Linguo Internaciona Ido
La Uniono por la Linguo Internaciona Ido (Unión para la Lengua Internacional Ido) fundada el 31 de julio de 1910 en París (Francia), tiene por misión desarrollar y propagar la lengua auxiliar internacional Ido. Su publicación oficial es la revista Progreso.

## Misión
Según §1 del actual estatuto de la ULI, la misión de la asociación es:

La Unión por la Lengua Internacional tiene como objetivo a. Unir en común actividad a todas las personas que aprueban la lengua internacional ido, como es definita por la declaración de la Delegación para la Adopción de una Lengua Auxiliar Internacional e como resultó y resultará de los trabajos del Comité de la ULI; b. adoptar, propagar y desarrollar esta lengua según todos los medios posibles y prácticos.

Por consiguiente, las funciones principales de la ULI son la propagación de la lengua, la organización de conferencias anuales en las cuales los idistas se reúnan, y la publicación de la revista Progreso, empezada en el año 1908 por Louis Couturat, uno de los fundadores del movimiento.

## Conferencias y encuentros internacionales
La ULI organiza las conferencias de Ido (Ido-konfero) desde 1921:
- 1921 — Viena (Austria)
- 1922 — Dessau (Alemania)
- 1923 — Kassel (Alemania)
- 1924 — Luxemburgo (Luxemburgo)
- 1925 — Turín (Italia)
- 1926 — Praga (Checoslovaquia)
- 1927 — París (Francia)
- 1928 — Zürich (Suiza)
- 1929 — Freiburg im Breisgau (Alemania)
- 1930 — Sopron (Hungría)
- 1931 — Lauenburg/Elbe (Alemania)
- 1933 — Mondorf (Luxemburgo)
- 1934 — Oostduinkerke (Bélgica)
- 1935 — Fredericia (Dinamarca)
- 1936 — Szombathely (Hungría)
- 1937 — París (Francia)
- 1939 — St. Gallen (Suiza)
- 1950 — Colmar (Francia)
- 1951 — Turín (Italia)
- 1952 — Berlín (Alemania)
- 1957 — Luxemburgo (Luxemburgo)
- 1959 — Freiburg im Breisgau (Alemania)
- 1960 — Colmar (Francia)
- 1961 — Zürich (Suiza)
- 1962 — Thun (Suiza)
- 1963 — Barcelona (España)
- 1964 — Kiel (Alemania)
- 1965 — Lons-le-Saunier (Francia)
- 1966 — Biella (Italia)
- 1967 — Bourges (Francia)
- 1968 — Berlín (Alemania)
- 1969 — Zürich (Suiza)
- 1970 — Luxemburgo (Luxemburgo)
- 1971 — Trollhättan (Suecia)
- 1972 — La Chaŭ-de-Fonds (Suiza)
- 1973 — Cardiff (Inglaterra)
- 1973 — Riga (Letonia)
- 1974 — Kiev (Ukrainio) (Ucrania)
- 1975 — Thun (Suiza)
- 1976 — Saint-Nazaire (Francia)
- 1977 — Berlín-Tegel (Alemania)
- 1978 — Cambridge (Inglaterra)
- 1979 — Uppsala (Suecia)
- 1980 — Namur (Bélgica)
- 1981 — Jongny (Suiza)
- 1983 — York (Inglaterra)
- 1985 — Amberes (Bélgica)
- 1987 — Eschwegen (Alemania)
- 1989 — Zürich-Thalwil (Suiza)
- 1990 — Waldkappel (Alemania)
- 1991 — Oostende (Bélgica)
- 1995 — Elsnigk (Alemania)
- 1997 — Bakkum (Países Bajos)
- 1998 — Bialobrzegi (Polonia)
- 1999 — Waldkappel (Alemania)
- 2001 — Nürnberg (Alemania)
- 2002 — Cracovia (Polonia)
- 2003 — Grossbothen (Alemania)
- 2004 — Bagnoles de l'Orne (Francia)
- 2004 — Kiev (Ukrania) (Ucrania)
- 2005 — Toulouse (Francia)
- 2006 — Berlín (Alemania)
- 2007 — París (Francia)
- 2008 — Wuppertal - Neviges (Alemania)
- 2009 — Riga (Letonia) y Tallin (Estonia)
- 2010 — Tübingen (Alemania)
- 2011 — Echternach (Luxemburgo)
- 2012 — Dessau (Alemania)
- 2013 — Ouroux (Francia)
- 2014 — Paris (Francia)
- 2015 — Berlín (Alemania)
- 2016 — Valencia (España)
- 2017 — České Budějovice (República Checa)
- 2018 — Provins (Francia)
- 2019 — Berlin (Alemania)
- 2021 — Malmô (Suecia)